# Gooding
Gooding è una città degli Stati Uniti d'America, situata nello Stato dell'Idaho e in particolare nella Contea di Gooding, della quale è anche il capoluogo.